# 陈粦如
陈粦如（1904年8月5日—1970年），印度尼西亚华裔政治家，曾任印度尼西亚社会党秘书长和印度尼西亚共产党政治局委员。茉莉芬起事被镇压后，陈粦如成为印共领导人之一，并担任印共副秘书长。
陈粦如最终被艾地解除了印共的领导职位，但他的成员身份仍被保留。正如印度尼西亚共产党成员和同情者所经历的那样，陈粦如被印度尼西亚军方逮捕。1966年他被关押在泗水，随后因缺乏食物而患上脚气病，最终于1970年去世。